# Лухан (округ)
Округ Луха́н (ісп. Luján) — адміністративно-територіальна одиниця 2-ого рівня у провінції Буенос-Айрес в центральній Аргентині. Адміністративний центр округу — Лухан (ісп. Luján).
Населення округу становить 106273 особи (2010). Площа — 800 кв. км.

## Історія
Округ заснований у 1730 році.

## Населення
У 2010 році населення становило 106273 особи. З них чоловіків — 52185, жінок — 54088.

## Політика
Округ належить до 1-ого виборчого сектору провінції Буенос-Айрес.